# Gesäumte Glanzeule

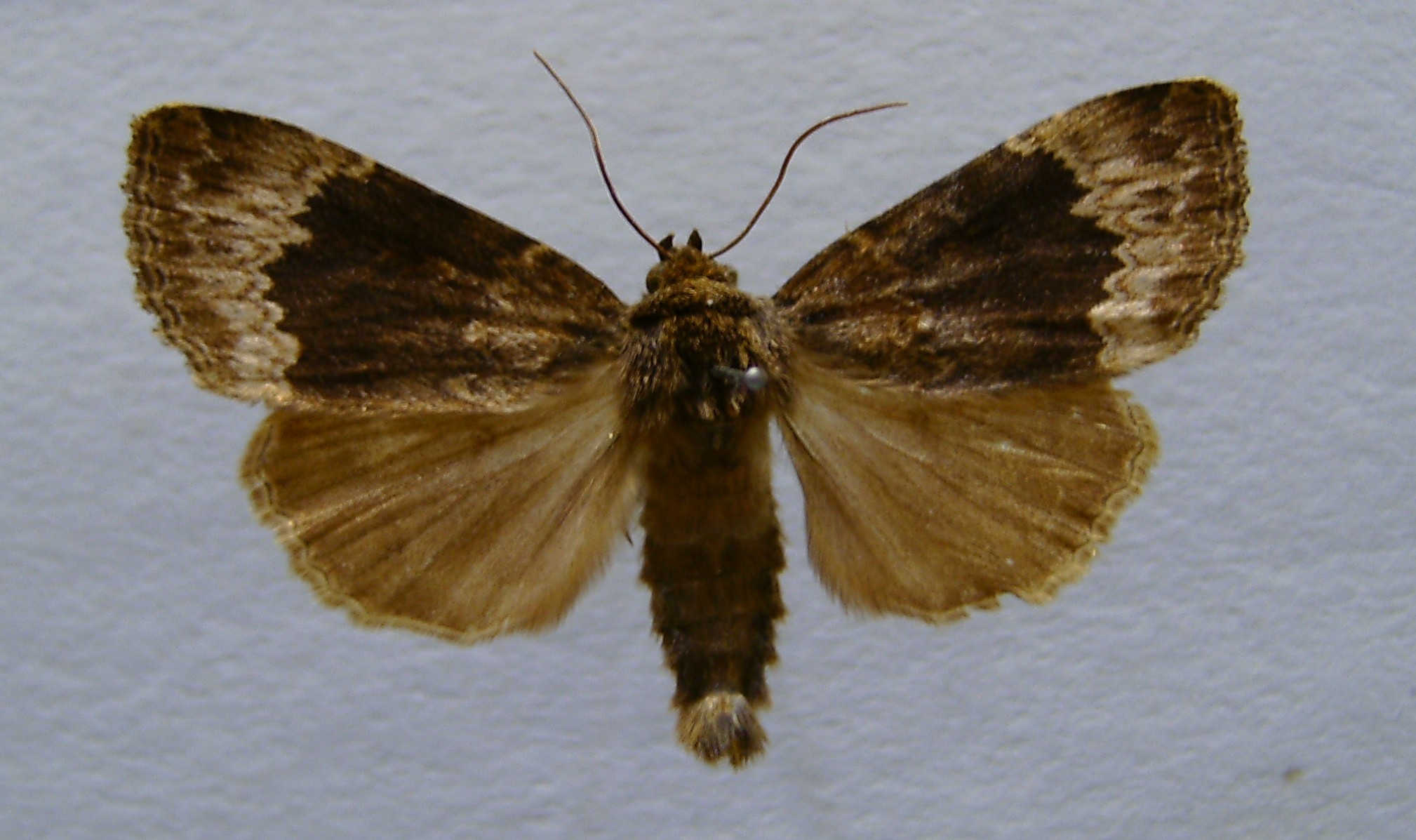
Präparat einer Gesäumten Glanzeule

Die Gesäumte Glanzeule (Amphipyra perflua) ist ein Schmetterling (Nachtfalter) aus der Familie der Eulenfalter (Noctuidae).

## Merkmale
Die Falter erreichen eine Flügelspannweite von 44 bis 54 Millimetern. Die Vorderflügel sind
dunkelbraun, das Wurzelfeld hellbraun. Der breite Außensaum ist gelbbraun gefärbt mit kleinen schwarzen Pfeilen an der Wellenlinie, wodurch sich der Falter von der verwandten Pyramideneule (Amphipyra pyramidea) eindeutig unterscheidet. Die Querlinien sind doppelt gezähnt, die Ringmakel sehr klein und hell gerandet, die Nierenmakel durch das dunkelbraune Mittelfeld überdeckt. Die Hinterflügel sind nahezu zeichnungslos graubraun.
Die Eier sind kugelig mit stark abgeflachter Basis. Sie besitzen leicht gewellte, kräftige Längsrippen. Die Eier sind zunächst gelblich, später gelblichgrau.
Die Raupen haben eine matt hellgrüne Färbung mit weißer Rückenlinie sowie grünweißen Seitenstreifen, die in Punkten aufgelöst sind. Am 11. Segment befindet sich ein pyramidenförmiger Höcker mit breiten, gelblichen herab laufenden Linien.
Die Puppe ist gelbbraun mit einigen Borsten am Kremaster (mit Dornen versehener Vorsprung am Hinterleibsende).

## Geographische Verbreitung und Lebensraum
Das Vorkommen in Deutschland betrifft vor allen Dingen den Süden, wo die Art vereinzelt in Bayern und Baden-Württemberg, aber auch in Thüringen gefunden wird. Sie bevorzugt bergige Gegenden und steigt in den Alpen bis auf 1500 Meter.

## Lebensweise
Die Gesäumte Glanzeule bildet eine Generation im Jahr, die von Mitte Juli bis Anfang September fliegt. Die Falter sind nachtaktiv, fliegen künstliche Lichtquellen an, sind aber auch sehr eifrige Besucher von Ködern. Die Raupen sind von April bis Juni anzutreffen. Die Raupen ernähren sich von den Blättern diverser Laubbäume und Sträucher, wie z. B. Weißdorn, Espe, Weide, Pappel, Ulme, Hasel, Schlehe und Apfel. In einigen Gegenden werden Liguster und Geißblatt bevorzugt. Die Art überwintert als Ei.